# Orkdals kommun
Orkdals kommun (norska: Orkdal kommune) är en tidigare kommun i Trøndelag fylke i Norge. Den gränsade i nord-nordväst mot tidigare Snillfjords kommun. Från år 2020 ingår Orkdals kommun i den nyetablerade Orklands kommun.

## Geografi
Älven Orkla rinner genom kommunen och ut i Orkdalsfjorden vid centralorten Orkanger som ingår i den sammanväxta tätorten Orkanger/Fannrem. Orkdalsfjorden är en sidofjord till Trondheimsfjorden.
Marken i Orkdal är belägen huvudsakligen i botten av dalen samt på stora platta avsatser en bit upp på dalsidorna. På lokal dialekt kallas dessa sidor för en jår och i Orkdal finns fyra jårer: Ustjåren, Berubsjåren, Kvälsjåren och Monsetjåren.

## Näringsliv
I Orkanger finns industriområdet Grønøra som är ett av de större industriområdena vid Trondheimsfjorden.

## Sevärdheter
Thamshavnbanen från Løkken Verk i Meldal och ner till Trondheimsfjorden i Orkdal blev nerlagd, men större delen av sträckan är återöppnad för turisttrafik.

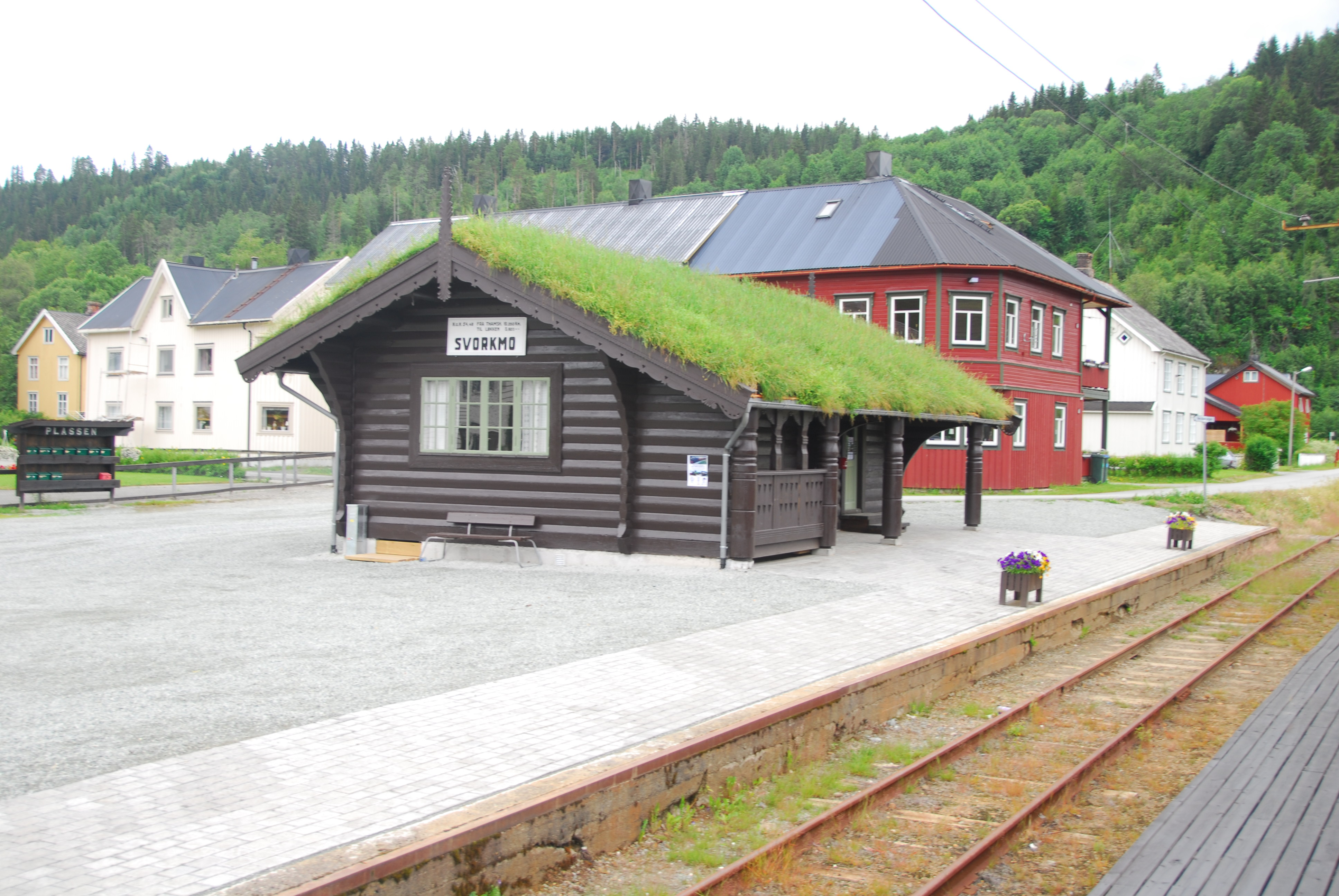
Svorkmo station.